# Sebastian Lüdecke
Sebastian Lüdecke (* 5. September 1987 in Sangerhausen) ist ein deutscher Politiker (Bündnis 90/Die Grünen) und war von 2011 bis Juni 2016 Landesvorsitzender der Partei in Sachsen-Anhalt.
Lüdecke besuchte die Grundschule im Sangerhäuser Othal. Als die Familie nach Voigtstedt umzog, wechselte Lüdecke auf die Grundschule in Artern. Das Abitur machte er 2006 auf dem Kyffhäuser-Gymnasium in Bad Frankenhausen. Danach folgte ein Jahr Zivildienst in einem Altenpflegeheim. Im Wintersemester 2007 begann er das Studium der Rechtswissenschaften in Halle. Lüdecke ist verheiratet.
Er war bis 2014 Vorsitzender des Kreisverbandes Mansfeld-Südharz der Grünen. Zudem war er Sprecher der Grünen Hochschulgruppe Halle.
Lüdecke ist seit 2019 Volljurist und arbeitet seit 2020 als Staatsanwalt bei der Staatsanwaltschaft Halle, vorher war er Verwaltungsrichter in Magdeburg.
Lüdecke ist im Ehrenamt seit 2015 Mitglied der Versammlung der Medienanstalt Sachsen-Anhalt.